# Maisons (Calvados)
Maisons település Franciaországban, Calvados megyében. Lakosainak száma 430 fő (2022. január 1.). Maisons Commes, Étréham, Port-en-Bessin-Huppain, Sully, Tour-en-Bessin és Vaux-sur-Aure községekkel határos.

## Népesség
A település népességének változása:
| Lakosok száma | 271  | 308  | 347  | 395  | 392  | 391  | 388  | 393  | 405  | 430  |
|               | 1968 | 1982 | 1990 | 2006 | 2013 | 2015 | 2017 | 2019 | 2020 | 2022 |